# Encoptolophus costalis
Encoptolophus costalis är en insektsart som först beskrevs av Scudder, S.H. 1862.  Encoptolophus costalis ingår i släktet Encoptolophus och familjen gräshoppor. Inga underarter finns listade i Catalogue of Life.